# Sancterila
Sancterila là một chi bướm ngày thuộc họ Lycaenidae.